# Кэткарт, Чарльз Мюррей, 2-й граф Кэткарт
Генерал Чарльз Мюррей Кэткарт, 2-й граф Кэткарт  (англ. Charles Murray Cathcart, 2nd Earl Cathcart; 21 декабря 1783 — 16 июля 1859) — британский государственный и военный деятель, генерал-губернатор провинции Канада (26 ноября 1845 — 30 января 1847). Он носил титул учтивости — лорд Гринок  с 1814 по 1843 год. Заядлый геолог-любитель, имевший достаточно признания, чтобы стать членом Эдинбургского королевского общества.

## Ранняя жизнь
Чарльз Мюррей Кэткарт родился 21 декабря 1783 года в Уолтоне, Эссекс. Второй сын Уильяма Кэткарта, 1-го графа Кэткарта (1755—1843), и Элизабет Элиот (? — 1847). Получил образование в Итонском колледже.

## Карьера
Чарльз Кэткарт поступил в армию корнетом 2-го лейб-гвардии полка 2 марта 1800 года. Он служил в штабе сэра Джеймса Крейга в Неаполе и на Сицилии. Он стал наследником графства Кэткарт в 1804 году, после того как его брат Уильям Кэткарт, мастер Кэткарт (1782—1804), умер во время командования кораблем Королевского флота в Вест-Индии. После того, как его отец был возведен в графство в 1814 году, он стал известен под титулом учтивости — лорд Глинок.
Чарльз Кэткарт участвовал в злополучной Валхеренской экспедиции в 1809 году и при осаде Флиссингена, после чего на некоторое время был выведен из строя из-за разрушительного воздействия эпидемии, унесшей жизни многих тысяч его товарищей. Став подполковником 30 августа 1810 года, он отправился на полуостров, где присутствовал в битве при Барросе, за которую получил золотую медаль 6 апреля 1812 года, в битве при Саламанке и в битве при Витории, во время которой он служил помощником генерал-квартирмейстера.
Затем его послали помогать сэру Томасу Грэму в Голландию в качестве главы штаба генерал-квартирмейстера, и он присутствовал при злополучной осаде Бергена-оп-Зума в марте 1814 года. После этого он участвовал в битве при Ватерлоо, где под ним убили три лошади. Он был награждён российским орденом Святого Владимира, голландским военным орденом Вильгельма и стал кавалером ордена Бани. В 1823 году он был назначен подполковником королевского штабного корпуса в Хайте.
В 1830 году Чарльз Кэткарт переехал в Эдинбург, где жил на «вилле Уайтхаус» на Брантсфилд-Линкс. Он стал участвовать в работе Хайлендского общества, стал членом Королевского общества Эдинбурга и объявил об открытии нового минерала, сульфида кадмия, который был найден при раскопках Бишоптонского туннеля недалеко от Порт-Глазго, и который теперь известен как Гринокит. 17 февраля 1837 года он был назначен главнокомандующим Шотландии и губернатором Эдинбургского замка. 17 июня 1838 года, после смерти своего отца, он стал 2-м графом и 11-м бароном Кэткартом. 16 марта 1846 года он был назначен главнокомандующим Британской Северной Америкой, с 16 марта 1846 года он был назначен командующим Северным округом, а в 1855 году вышел в отставку.

## Семья
30 сентября 1818 года в замке Денакр, Булонь, Франция, Чарльз Кэткарт женился на Генриетте Мэзер (? — 24 июня 1872), дочери Томаса Мэзера. Пара повторно поженилась в Портси, Англия, 12 февраля 1819 года. Леди Кэткарт сопровождала своего мужа и их дочерей в Канаду в июне 1845 года. Леди Кэткарт вручила знамя одному из полков ополчения в Монреале. Семья вернулась в Англию в мае 1847 года.
У графа и графини Кэткарт было пятеро детей:
- Леди Аделаида Кэткарт (? — 15 февраля 1871), в 1850 году она вышла замуж за Джона Рэндольфа де Траффорда (1820—1879), от брака с которым у неё было пять детей.
- Леди Элизабет Кэткарт (? — 27 февраля 1896), в 1843 году она вышла замуж за генерала сэра Джона Дугласа (1817—1888)[6], от брака с которым у неё было два сына.
- Чарльз Кэткарт (23 ноября 1824 — 11 ноября 1825)
- Алан Фредерик Кэткарт, 3-й граф Кэткарт (14 ноября 1828 — 30 октября 1905), второй сын и преемник отца.
- Полковник достопочтенный Огастес Мюррей Кэткарт (18 августа 1830 — 14 июля 1914). С 1866 года женат на достопочтенной Джин Мэри Орд-Паулетт, от брака с которой у него было семеро детей.

Лорд Кэткарт скончался в Сент-Леонардс-он-Си, графство Сассекс, 16 июля 1859 года. Его жена умерла в июне 1872 года.

## Публикации
Автор двух статей в «Трудах Эдинбургского королевского общества» в 1836 году: «On the Phenomena in the neighbourhood of Edinburgh of the Igneous Rocks in their relation to the Secondary Strata» и «The Coal Formation of the Scottish Lowlands».